# 立花小一郎

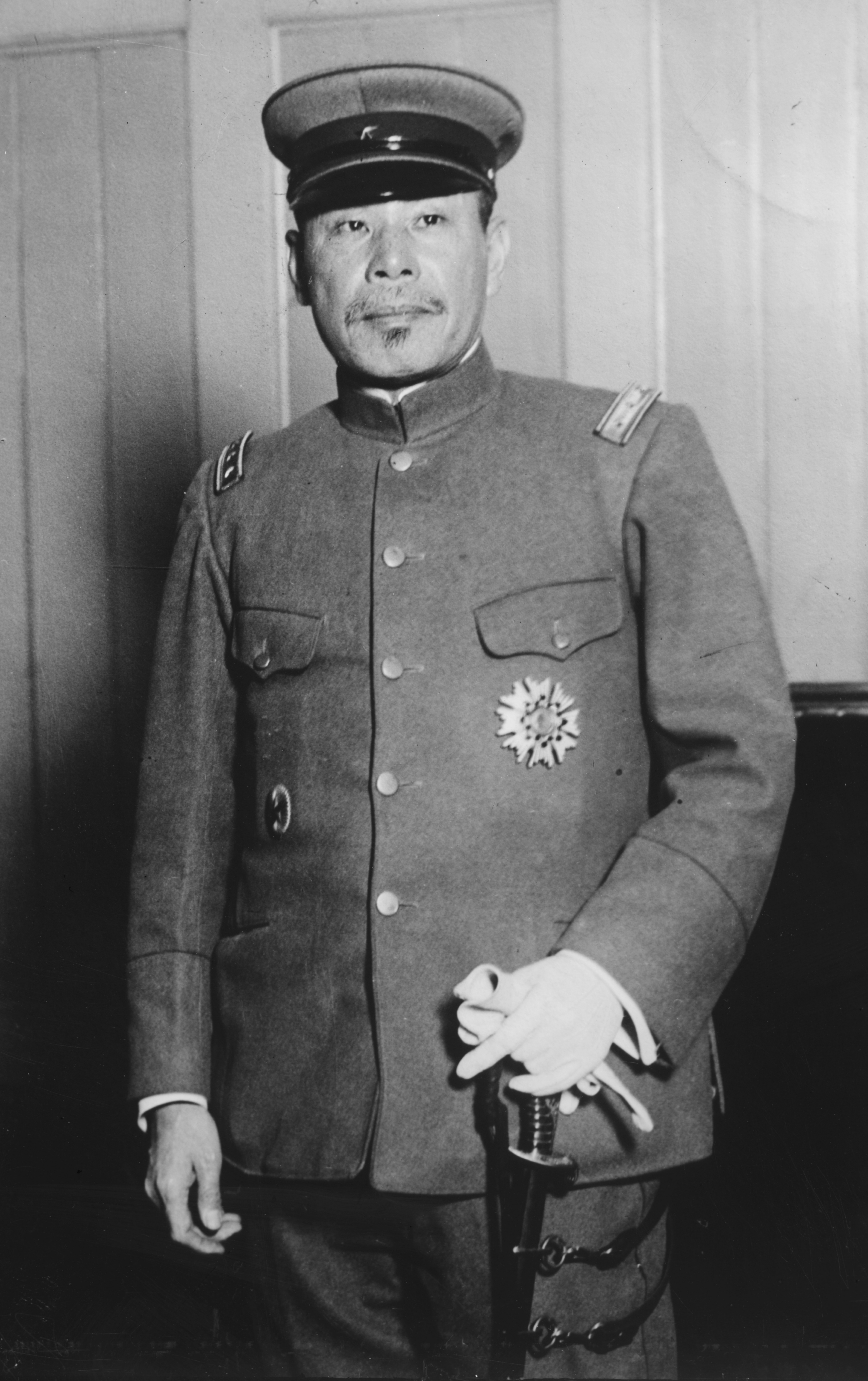
立花小一郎

立花 小一郎（たちばな こいちろう、1861年3月20日（万延2年2月10日）- 1929年（昭和4年）2月15日）は、日本の陸軍軍人、政治家。男爵、陸軍大将、第10代福岡市長、貴族院議員。

## 経歴
万延2年（1861年）、三池藩家老（藩主の分家）立花景福、通称:碩（おおい）の長男として生れる。弟の立花銑三郎は夏目漱石や正岡子規の同輩で、学習院大学教授として教育学や社会学を論じた。チャールズ・ダーウィンの「種の起源」を日本で初めて翻訳したが、日本への帰途の船中で若くして没した。
1883年（明治16年）12月25日、陸軍士官学校（旧6期）を卒業し、陸軍少尉任官。1889年（明治22年）12月、陸軍大学校（5期）を優等で卒業した。陸士教官、参謀本部第1局員を歴任し、日清戦争では第1軍参謀として出征した。1896年（明治29年）から1899年（明治32年）までオーストリアに留学し、その後、清国駐屯軍参謀、参謀本部付（袁世凱軍事顧問）、陸軍省人事局恩賞課長、補任課長などを歴任した。
日露戦争では、第4軍参謀副長として出征した。1905年（明治38年）3月、奉天会戦直前に陸軍大佐に進級し大本営参謀に発令され帰国した。さらにポーツマス講和会議全権随員、アメリカ大使館付、陸軍省副官などを経て、1909年（明治42年）8月、陸軍少将に進級し歩兵第22旅団長、歩兵第30旅団長、近衛歩兵第1旅団長、朝鮮駐剳軍参謀長、朝鮮駐剳憲兵隊司令官兼朝鮮総督府警務総長を務める。1914年（大正3年）8月、陸軍中将となり、第19師団長、第4師団長、関東軍司令官を歴任。1920年（大正9年）8月、陸軍大将となり、シベリア出兵では、最後の浦塩派遣軍司令官を務めた。その後、軍事参議官を務め1923年（大正12年）3月に予備役に編入。同年10月、男爵を叙爵し華族となる。
その後、1924年（大正13年）8月から翌年8月まで福岡市長に在任。1925年（大正14年）7月10日、貴族院男爵議員に選出され、公正会に所属してから1929年2月の死去まで務めた。墓所は多磨霊園。

## 栄典
位階
- 1884年（明治17年）2月9日 - 正八位[6][7]
- 1889年（明治22年）7月15日 - 従七位[6][8]
- 1894年（明治27年）4月30日 - 正七位[6][9]
- 1898年（明治31年）10月31日 - 従六位[6][10]
- 1903年（明治36年）10月10日 - 正六位[6][11]
- 1905年（明治38年）4月7日 - 従五位[6][12]
- 1909年（明治42年）10月20日 - 正五位[6][13]
- 1914年（大正3年）9月1日 - 従四位[6][14]
- 1916年（大正5年）9月20日 - 正四位[6][15]
- 1919年（大正8年）10月10日 - 従三位[6][16]
- 1922年（大正11年）10月20日 - 正三位[6][17]
- 1923年（大正12年）4月30日 - 従二位[18]

爵位
- 1923年（大正12年）10月16日 - 男爵[19]

勲章等
| 受章年                     | 略綬 | 勲章名                       | 備考 |
| -------------------------- | ---- | ---------------------------- | ---- |
| 1889年（明治22年）11月29日 |      | 大日本帝国憲法発布記念章     |      |
| 1895年（明治28年）10月31日 |      | 勲六等瑞宝章                 |      |
| 1895年（明治28年）10月31日 |      | 功五級金鵄勲章               |      |
| 1895年（明治28年）11月18日 |      | 明治二十七八年従軍記章       |      |
| 1901年（明治34年）5月31日  |      | 勲五等瑞宝章                 |      |
| 1901年（明治34年）12月28日 |      | 勲四等旭日小綬章             |      |
| 1902年（明治35年）5月10日  |      | 明治三十三年従軍記章         |      |
| 1906年（明治39年）4月1日   |      | 功三級金鵄勲章               |      |
| 1906年（明治39年）4月1日   |      | 勲三等旭日中綬章             |      |
| 1906年（明治39年）4月1日   |      | 明治三十七八年従軍記章       |      |
| 1915年（大正4年）1月30日   |      | 勲二等瑞宝章                 |      |
| 1915年（大正4年）11月7日   |      | 旭日重光章                   |      |
| 1915年（大正4年）11月10日  |      | 大礼記念章（大正）           |      |
| 1920年（大正9年）9月29日   |      | 勲一等瑞宝章                 |      |
| 1920年（大正9年）11月1日   |      | 旭日大綬章                   |      |
| 1920年（大正9年）11月1日   |      | 大正三年乃至九年戦役従軍記章 |      |

外国勲章佩用允許
| 受章年                     | 国籍           | 略綬 | 勲章名                     | 備考 |
| -------------------------- | -------------- | ---- | -------------------------- | ---- |
| 1898年（明治31年）12月9日  | オスマン帝国   |      | 美治慈恵第三等勲章         |      |
| 1903年（明治36年）9月21日  | プロイセン王国 |      | 赤鷲第三等勲章             |      |
| 1903年（明治36年）9月21日  | ドイツ帝国     |      | ドイツ軍隊東亜事変記念章   |      |
| 1903年（明治36年）12月28日 | 大清帝国       |      | 第二等第三双龍宝星         |      |
| 1906年（明治39年）7月3日   | プロイセン王国 |      | 赤鷲剣付第二等勲章         |      |
| 1906年（明治39年）11月2日  | 大清帝国       |      | 二等第二双龍宝星           |      |
| 1909年（明治42年）5月21日  | ロシア帝国     |      | 神聖スタニスラス第二等勲章 |      |
| 1910年（明治43年）2月28日  | ロシア帝国     |      | 神聖アンナ第二等勲章       |      |
| 1914年（大正3年）7月26日   | ロシア帝国     |      | 神聖スタニスラス第一等勲章 |      |
| 1914年（大正3年）10月8日   | 支那共和国     |      | 二等文虎勲章               |      |
| 1916年（大正5年）7月1日    | ロシア帝国     |      | 神聖アンナ第一等勲章       |      |
| 1921年（大正10年）1月14日  | 支那共和国     |      | 一等大綬嘉禾章             |      |

## 家系
```
立花貫長

   ┣━━━┳━━━┳━━┓
  
長煕
　
黒田直巷
　
直尹
　
応興

                         ┃
                     （数代略）
                         ┃
                        
包高

                         ┣━━┓
                        
高景
　
景福

                               ┣━━━┳━━━┓
                             小一郎　
銑三郎
　 ミイ（
宮崎民蔵
室）
```